# Бранд (пьеса)
«Бранд» (норв. Brand) — пьеса норвежского драматурга Генрика Ибсена, написанная в 1865 году. Пьеса состоит из пяти актов. Премьера спектакля состоялась в Стокгольме 24 марта 1867 года. Первый русский перевод — А. Ивановой (Ибсен Г. Собрание сочинений. Т. 6. СПб., 1897.)

## Сюжет
Молодой пастор Бранд путешествует через суровые норвежские горы. На пути ему встречаются разные люди. Крестьянин с сыном, которые отговаривают Бранда идти в горы и подсказывают менее опасный маршрут. Бранд их резко осуждает за попытку найти компромисс, тогда как они спешат домой к лежащей при смерти  дочери. Затем он встречает двух влюблённых, Агнес и Эйнара. В Эйнаре он узнает своего одноклассника. Прямолинейность Бранда раздражает и отталкивает его. Далее Бранд знакомится с безумной Герд, которую преследует навязчивая идея о ястребе и спасении, которое ждёт её в горах.
Жители близлежащей деревни, которая страдает от голода, просят Бранда стать их священником. Они поражены силой его духа, проявленной в спасении одного из жителей, который, обезумев от горя и голода, убил собственного ребёнка. Бранду помогает Агнес, которая решает остаться вместе с ним. У них рождается сын Альф. Он заболевает и врачи уговаривают Бранда перебраться в другое место, с более легким климатом. Бранд готов согласиться, но не решается бросить своих прихожан, которые уже начали жить по новым правилам. Он убеждает в этом и Агнес. Альф умирает. Боль утраты заставляет Бранда и Агнес сделать из Альфа идола.
Не менее сурово Бранд относится и к собственной матери, по воле которой он и стал священником, чтобы искупить грехи отца, нажившего богатство неправедным путём. Он отказывается прийти к умирающей матери с напутствием, узнав, что она так и не решилась потратить все своё состояние на благотворительность, чего он от неё всячески добивался.
Бранд теряет рассудок и уводит часть прихожан в горы на поиски новых идеалов. Быстро разобравшись в том, что происходит, прихожане бросают Бранда одного в горах, где его позднее находит безумная Герд. Она приводит его на вершину горы, где, из-за сделанного ею выстрела в воображаемого ястреба, Бранда накрывает лавина и он гибнет.

## О герое пьесы
Герой пьесы, священник Бранд, стремится поступать правильно, дабы последствия всех его поступков были положительными. Он свято верит в силу воли человека и живёт под девизом «все или ничего». Ему тяжело идти на компромисс или поступаться своими моральными принципами. Его представления о Господе почерпнуты из Ветхого Завета. Его вера приводит к полному одиночеству Бранда, так как никто из тех, с кем он встречался, не мог следовать его примеру. Бранд — идеалист, чьей миссией является спасение мира, ну или, по крайней мере, человеческой души. Его взгляды высоки, но суждения жестоки и несправедливы.
Меня интересуют Бранды, люди с широкими плечами и узкими душами,  люди,
для которых нет смены горизонтов, потому  что  неподвижная  волчья  шея  раз
навсегда ограничила для них мир полем их собственного зренияИ. Анненский
Эта пьеса и всё творчество Г. Ибсена оказали заметное влияние на творческое мировоззрение Александра Блока. Период написания «Бранда» Блок назвал «высшей точкой первого этапа пути Ибсена и самой высшей из доступных нашему зрению».

## Постановки
«Бранд» не относится к числу пьес, популярных среди театральных режиссёров. В Норвегии полная версия пьесы была поставлена лишь однажды, в 1895 году (?).
Первоначально пьеса ставилась только в отрывках (в 1866 году — в Христиании (Осло) — любительские кружки, позже — профессиональная труппа). В 1870-х гг. отрывки ставились шведскими театрами.
Полностью «Бранд» впервые был поставлен 24 марта 1885 в Новом театре (Стокгольм).
- Норвежский театр в Христиании (1895)
- «Новый театр» (Париж, 1895)
- Шиллер-театр (Берлин, 1898)
- Городской театр в Дюссельдорфе (1906)
- 14 мая 1910 — Original New Theatre (Нью-Йорк)
- 1985 - East 13th Street/CSC Theatre. Реж. Craig D. Kinzer
- 2003 — The Royal Shakespeare Company — Swan Theatre, Stratford-upon-Avon and Theatre Royal Haymarket, West End. Реж. Эдриан Ноубл (Adrian Noble). В роли Бранда — Р. Файнс.

### В России
- 20 декабря 1906 года была постановка на сцене МХТ. Перевод А. и П. Ганзен, реж. В. И. Немирович-Данченко и В. В. Лужский, худ. А. А. Симов. В ролях: Фогт — Лужский, Бранд — В. И. Качалов, мать Бранда — Бутова, Агнес — Германова, Эйнар — Адашев, доктор — Званцев, Пробст — Грибунин, Герд — Халютина.
- Пьеса ставилась в провинции (Смоленск, Николаев, Херсон, Казань, Харьков и др.) в антрепризах и пост. Коралли-Торцова, Басманова, Б. Глаголина и др. (1907—1909).
- Роль Бранда также сыграл Павел Орленев в одноимённом спектакле Театра Бергонье (спектакль продолжался 2 вечера; Херсон, Николаев; 1907 год).